# Lazareto

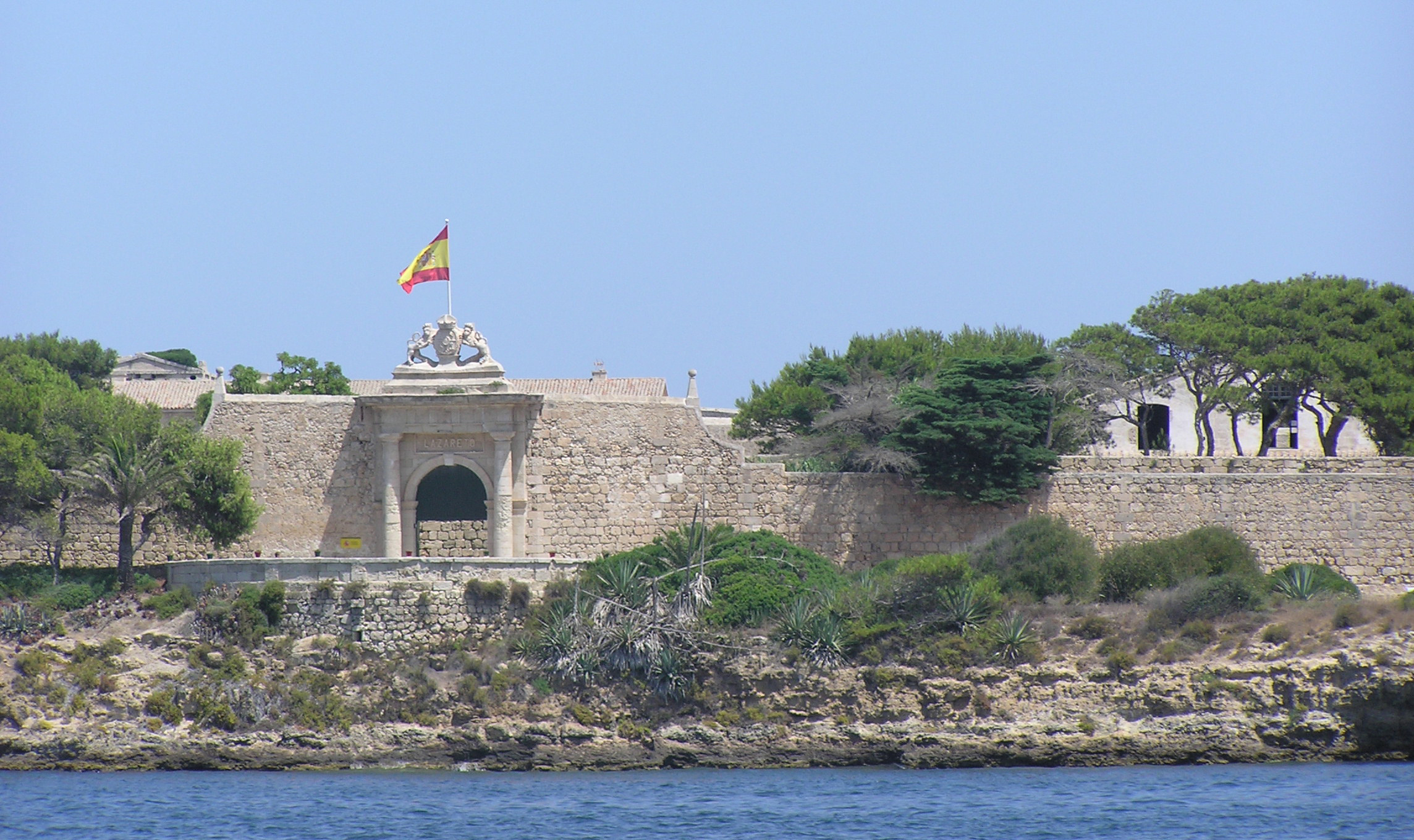
Entrada principal al Lazareto de Mahón.

Un lazareto es un hospital o edificio similar, más o menos aislado, donde se tratan enfermedades infecciosas. Históricamente se han utilizado para enfermedades contagiosas, como la lepra o la tuberculosis y estas instalaciones eran hospitales donde se realizaba el tratamiento correspondiente para curar enfermedades y regresar a la sociedad. Muchos marineros pasaban una cuarentena si se sospechaba que tenían alguna enfermedad contagiosa.

## Etimología

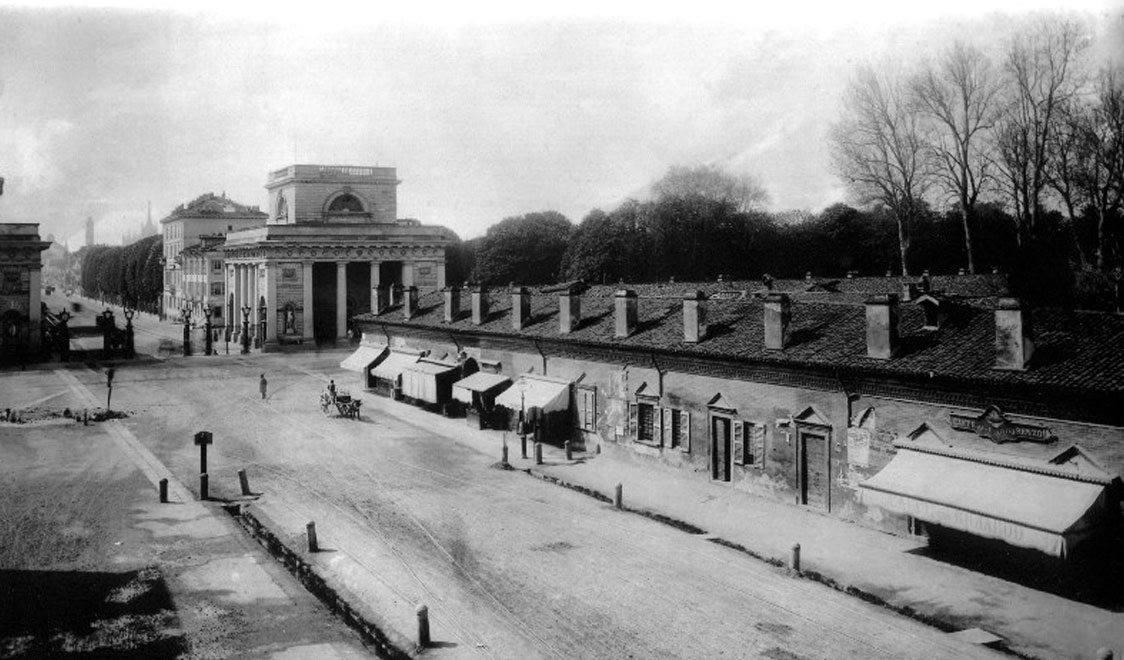
Fotografía de 1870 con, a la derecha, el Lazareto de Milán todavía íntegro, la Porta Venezia y la avenida que se convertirá en el Corso Buenos Aires.

La palabra procede del italiano lazzaretto. Los guerreros de Occidente que habían marchado a Palestina a liberar los Santos Lugares a principios del siglo XII durante la dominación musulmana, habían creado una orden religioso-militar bajo la advocación de «San Lázaro» para el cuidado de los leprosos. A su retorno de Tierra Santa fueron acogidos por Luis VII que les concedió cerca de París una casa, y la transformaron en un lazareto, es decir, un hospital para el cuidado de leprosos. Se pusieron bajo la advocación de este santo por cuanto los cristianos habían designado a la lepra con el nombre de mal de San Lázaro. En efecto, se había asociado al «pobre Lázaro» de la parábola del Evangelio de Lucas 16:19-31 con un enfermo de lepra en razón de la presencia de llagas en su cuerpo con que lo describe ese pasaje evangélico. De allí surgió el término «lazareto», para significar aquel hospital o casa donde eran recluidos los enfermos de enfermedades infecciosas en general y de lepra en particular. Así, por derivación de la parábola del Evangelio de Lucas, Lázaro es considerado patrón de los mendigos, de los leprosos, y de todos aquellos que padecen úlceras o enfermedades de la piel. Debido a que el personaje de la parábola lleva el mismo nombre que Lázaro de Betania, hermano de María y de Marta y amigo de Jesús de Nazaret, se confundió a ambos, lo que tornó a Lázaro de Betania en protector de hospitales, leprosos, enfermeros y sepultureros.

## Historia
Históricamente era el lugar que había en algunos puertos de ciudades costeras para tener en cuarentena y observación a las embarcaciones y personas procedentes de otros países contaminados o sospechosos de contagio. Era un espacio considerable cercado, próximo al mar y construido expresamente para recibir las mercaderías y a los enfermos y aun a los equipajes de las embarcaciones durante la cuarentena que se les imponía.
El primer Estado con una regulación sanitaria para el buen funcionamiento de los lazaretos preventivos fue la República de Venecia en el siglo XV, fundando así el primer lazareto de este tipo en 1403 en una isla pequeña muy cercana a la ciudad.
Los lugares eran ventilados donde además de los edificios para el alojamiento y almacenes, había un hospital y grandes espacios y jardines.
Estos establecimientos debían ofrecer la suficiente capacidad para descubrir, ventilar y purificar los efectos de comercio, sobre todo, lanas, algodones, y tejidos de toda especie con un locutorio para que los que estaban sujetos a la cuarentena podían comunicarse con los que venían de fuera a visitarlos, con la conveniente separación, en una pieza y a la distancia que permiten las dos rejas que los separan. 
Desde el punto de vista de la higiene pública se da el nombre de «lazareto» a un recinto espacioso, perfectamente aislado, que contiene muchos edificios destinados a recibir a las personas y las cosas que vienen de países infectados de contagio o que las han tocado o se han aproximado a ellas o cosas que llegan de aquellos puntos, a fin de que sean observados allí durante un cierto número de días, antes de poder circular libremente y las cosas para ser desinfectadas y ventiladas allí mismo, según las reglas establecidas para el resguardo de la salud pública.
En Alemania y otros países de habla alemana, la palabra lazareto (Lazarett) se ha convertido a partir de la Primera Guerra Mundial en sinónimo de hospital de campaña, y más tarde incluso de hospital militar en general.